# Football Club Trapani 1905 2023-2024
Questa voce raccoglie le informazioni riguardanti il Football Club Trapani 1905 nelle competizioni ufficiali della stagione 2023-2024.

## Stagione
La Serie D 2023-24 è per il Trapani la 28ª partecipazione alla quarta serie del Campionato italiano di calcio.
Il club di Valerio Antonini parte bene in campionato, vincendo le prime cinque gare senza subire gol e mostrando un attacco prolifico (ben 16 reti segnate nell'arco di suddetti incontri). Alla seconda giornata, inoltre, i granata vincono lo scontro diretto contro la Vibonese, che assieme al Siracusa sarà la principale antagonista della squadra per quasi tutto l'anno.
La prima rete subìta arriva solo ad ottobre, durante la vittoria nella trasferta di Canicattì (1-3). Da lì la compagine siciliana ottiene altre quattro vittorie consecutive, che le permettono di stabilizzarsi al primo posto in solitaria, con un margine di tre punti sugli ipponici. A interrompere questa serie positiva giunge l'Acireale, la quale riesce a fermare gli uomini di Torrisi sul pari (1-1).
Il derby contro il Siracusa, decisivo per la vetta della classifica, termina sullo 0-0, lasciando invariate le distanze. Grazie ad altri quattro successi consecutivi fra la sedicesima e la diciannovesima giornata, tra i quali un 8-0 casalingo sulla Gioiese, il Trapani chiude il girone di andata in testa alla classifica, fregiandosi del miglior attacco (44 gol) e della difesa meno battuta (5 gol).
La seconda parte della stagione si apre con una vittoria, questa volta per 3-0 ai danni del Ragusa, e un successo per 3-1 contro il Castrovillari. Il 21 gennaio il Trapani vince nuovamente, per 5-2, contro la Vibonese, allungando sui rossoblù. Complice la sconfitta del Siracusa sul campo dell'Igea Virtus, i granata si portano a 7 punti di distanza dai rivali, dopo aver vinto la propria partita da recuperare per 7-0 contro il Canicattì.
Il periodo negativo nel quale incappano vibonesi e aretusei agevola il Trapani, che aumenta a 10 le lunghezze di vantaggio sulla seconda classificata. In virtù di 5 vittorie ottenute in 7 incontri, la squadra di Torrisi ha l'opportunità di sancire la propria promozione matematica a quattro giornate dalla fine, proprio nel match contro il Siracusa. Davanti ai circa 8 000 spettatori del Provinciale (record), basta una rete di Balla al 50' per strappare i tre punti e conseguire, dunque, il passaggio in Serie C. I granata chiudono il campionato con 94 punti, frutto di 30 vittorie, 4 pareggi e nessuna sconfitta.
Nella Poule Scudetto, inserito nel terzo triangolare, il Trapani viene sorteggiato con Cavese e Team Altamura. Dopo aver sconfitto quest’ultimo per 0-3 all'esordio, la squadra di Torrisi cade in casa contro i blufoncè per 3-2, riuscendo comunque a passare il turno e ad accedere alle semifinali, contro il Caldiero. Battendo i gialloverdi sia all'andata (0-1) che al ritorno (4-1), la compagine siciliana si guadagna l'accesso alla finalissima, disputata contro il Campobasso. In tale partita i granata vedono però sfumare la possibilità di ottenere un "triplete", poiché nel match di Grosseto i molisani dominano e conquistano una clamorosa vittoria per 5-1.
In Coppa Italia Serie D i siciliani partono dai trentaduesimi, che superano battendo la Sancataldese per 2-1. Il 3-0 rifilato all'Akragas nel turno successivo consente al club di avanzare agli ottavi, che tuttavia vince a tavolino dato il ritiro dell'Angri, il quale sarebbe dovuto essere l'avversario dei granata. La rimonta compiuta nei minuti di recupero, grazie alla doppietta di Convitto, contro la Fidelis Andria permette al Trapani, seppur con difficoltà, di qualificarsi alle semifinali. Lì, contro l'Imolese sono sufficienti due vittorie di misura, per 2-1 e 1-0. In tal modo, i granata ottengono il pass per la doppia finale.
In opposizione al club isolano si palesa il Follonica Gavorrano, proveniente dal girone E. All'andata, disputata al Basciano, prevalgono per 0-1 proprio i maremmani, autori di un'ottima prova contro una squadra forse già appagata. In ogni caso, al ritorno i granata si impongono per 2-0 grazie al sedicesimo centro stagionale di Oliver Kragl e alla marcatura di Samake, ottenendo il loro primo trionfo nella competizione.

## Divise e sponsor
Il fornitore ufficiale di materiale tecnico per la stagione 2023-2024 è Macron, mentre i main sponsor sono: Sport Invest, Quanton Commodities Ltd e Fotodiscount.
| Casa | Trasferta | Terza maglia |

## Organigramma societario
Dal sito internet ufficiale della società.
Area direttiva
- Presidente: Valerio Antonini
- Vice presidente: Ambra Ilari

Area sportiva
- Direttore sportivo: Andrea Mussi
- Team Manager: Antonino Buffa
- Responsabile settore giovanile: Luca Pagliarulo

General Counsel
- Avvocato: Roberto Schifani

Area commerciale
- Responsabile: Pietro Gervasi
- Biglietteria: Valentina Ilari, Claudia Maiorana, Valentina Gabriele, Alessia Mannino

Area comunicazione
- Direttore: Paolo Cericola
- Responsabile Ufficio stampa, Speaker ufficiale: Claudia Parrinello
- Ufficio stampa: Mirko Ditta
- Grafico: Francesco Buonviso
- Fotografo: Nino La Macchia

Segreteria
- Segretario generale: Carlo Pace
- Segretario amministrativo: Andrea Oddo
- Segretario sportivo: Vito Giacalone
- Segretaria settore giovanile: Alessandra Tranchida

Sicurezza e Logistica
- Responsabile sicurezza: Paolo Maiorana
- Supporter Liaison Officer (SLO): Gianni Trapani
- Magazzinieri: Salvatore Sala, Luigi Coppola

Staff tecnico
- Allenatore: Alfio Torrisi
- Vice allenatore: Salvatore Pappalardo
- Allenatore dei portieri: Francesco Spampinato
- Preparatore atletico: Riccardo Calzone
- Recupero infortunati: Vincenzo Panicola

Staff medico
- Medico sociale: Ettore Tocco
- Coordinamento dipartimento riabilitativo, Massofisioterapista: Claudio Fici
- Fisioterapista: Ivan Ognibene
- Medico Sociale: Francesco D'Aleo

## Rosa
Dal sito internet ufficiale della società.
| N. |                     | Ruolo | Calciatore                 |
| -- | ------------------- | ----- | -------------------------- |
| 1  | Albania (bandiera)  | P     | Enis Ujkaj                 |
| 2  | Lettonia (bandiera) | D     | Linards Liepiņš            |
| 3  | Italia (bandiera)   | D     | Matteo Guerriero           |
| 4  | Italia (bandiera)   | D     | Sergio Sabatino (capitano) |
| 5  | Italia (bandiera)   | D     | Andrea Cristini            |
| 6  | Italia (bandiera)   | D     | Manuel De Santis           |
| 7  | Italia (bandiera)   | A     | Mauro Bollino              |
| 8  | Italia (bandiera)   | C     | Alberto Acquadro           |
| 9  | Italia (bandiera)   | A     | Agostino Mascari           |
| 9  | Italia (bandiera)   | A     | Mattia Montini             |
| 10 | Albania (bandiera)  | A     | Besmir Balla               |
| 11 | Mali (bandiera)     | A     | Boubacar Samake            |
| 13 | Italia (bandiera)   | C     | Giovanni Sbrissa           |
| 15 | Italia (bandiera)   | C     | Marco Crimi                |
| 16 | Italia (bandiera)   | A     | Roberto Convitto           |
| 17 | Italia (bandiera)   | C     | Federico Marigosu          |
| 19 | Italia (bandiera)   | A     | Andrea Cocco               |

| N. |                     | Ruolo | Calciatore         |
| -- | ------------------- | ----- | ------------------ |
| 20 | Italia (bandiera)   | C     | Umberto Morleo     |
| 21 | Senegal (bandiera)  | C     | Racine Ba          |
| 22 | Italia (bandiera)   | P     | Clemente Tartaro   |
| 22 | Messico (bandiera)  | P     | Giulio Antonini    |
| 23 | Italia (bandiera)   | C     | Alessandro Cangemi |
| 25 | Italia (bandiera)   | A     | Mattia Gagliardi   |
| 25 | Italia (bandiera)   | C     | Francesco Bova     |
| 27 | Italia (bandiera)   | D     | Jacopo Gelli       |
| 28 | Italia (bandiera)   | D     | Giuseppe Pipitone  |
| 29 | Italia (bandiera)   | D     | Emiliano Pino      |
| 30 | Italia (bandiera)   | C     | Andrea Aluisi      |
| 32 | Italia (bandiera)   | C     | Marco Palermo      |
| 33 | Italia (bandiera)   | C     | Claudio Calafiore  |
| 69 | Germania (bandiera) | C     | Oliver Kragl       |
| 72 | Italia (bandiera)   | D     | Davide Redondi     |
| 73 | Italia (bandiera)   | D     | Daniele Bolcano    |
| 91 | Italia (bandiera)   | D     | Luca Sparandeo     |
| 95 | Brasile (bandiera)  | A     | Francisco Sartore  |

## Calciomercato

### Sessione estiva
| Acquisti         | Acquisti          | Acquisti            | Acquisti      |
| R.               | Nome              | da                  | Modalità      |
| ---------------- | ----------------- | ------------------- | ------------- |
| P                | Clemente Tartaro  | Benevento           | prestito      |
| P                | Enis Ujkaj        | Bra                 | definitivo    |
| D                | Andrea Cristini   | Pro Vercelli        | definitivo    |
| D                | Davide Redondi    | Latina              | definitivo    |
| D                | Sergio Sabatino   | Casertana           | definitivo    |
| D                | Emiliano Pino     | Spezia              | definitivo    |
| D                | Luca Sparandeo    | Vibonese            | definitivo    |
| D                | Daniele Bolcano   | Genoa               | definitivo    |
| D                | Matteo Guerriero  | Real Siracusa       | definitivo    |
| C                | Umberto Morleo    | Juventus            | prestito      |
| C                | Oliver Kragl      | Messina             | svincolato    |
| C                | Alberto Acquadro  | Turris              | definitivo    |
| C                | Marco Crimi       |                     | svincolato    |
| C                | Claudio Calafiore | Città di Sant'Agata | definitivo    |
| C                | Giovanni Sbrissa  | Acireale            | definitivo    |
| C                | Racine Ba         | Como                | definitivo    |
| A                | Andrea Cocco      | AlbinoLeffe         | definitivo    |
| A                | Mattia Gagliardi  | Cavese              | definitivo    |
| A                | Besmir Balla      | Vibonese            | definitivo    |
| A                | Mauro Bollino     | Casertana           | definitivo    |
| A                | Boubacar Samake   | Vibonese            | definitivo    |
| Altre operazioni |                   |                     |               |
| R.               | Nome              | da                  | Modalità      |
| P                | Deivi Çipi        | Flamurtari Valona   | definitivo    |
| D                | Francesco Parisi  | Gravina             | definitivo    |
| D                | Angelo Panarello  | Leonzio             | definitivo    |
| C                | Salvatore Le Mura | Taormina            | fine prestito |

| Cessioni         | Cessioni           | Cessioni           | Cessioni      |
| R.               | Nome               | a                  | Modalità      |
| ---------------- | ------------------ | ------------------ | ------------- |
| P                | Elia Summa         | AZ Picerno         | fine prestito |
| D                | Fabrizio Carboni   | Luparense          | definitivo    |
| D                | Manuel González    | Campobasso         | svincolato    |
| D                | Bruno De Pace      | Prato              | definitivo    |
| D                | Claudio Cellammare | Gelbison           | definitivo    |
| D                | Antonio Panebianco | Geraci             | definitivo    |
| D                | Lorenzo Mangiameli |                    | svincolato    |
| D                | Flavio Romano      | Team Nuova Florida | definitivo    |
| C                | Tanasiy Kosovan    | Lamezia Terme      | definitivo    |
| C                | Marco Civilleri    | Sansepolcro        | definitivo    |
| C                | Pietro Santapaola  | Paternò            | definitivo    |
| C                | Marco Romizi       |                    | svincolato    |
| C                | Giovanni Giuffrida |                    | svincolato    |
| A                | Antonino Musso     | Bra                | definitivo    |
| A                | Francesco Catania  | United Riccione    | definitivo    |
| A                | Paolo Carbonaro    | Lamezia Terme      | definitivo    |
| A                | Corgma Ngyir       |                    | svincolato    |
| Altre operazioni |                    |                    |               |
| R.               | Nome               | a                  | Modalità      |
| P                | Matteo Di Maggio   | Mazarese           | prestito      |
| D                | Francesco Parisi   | Sancataldese       | definitivo    |
| D                | Moussa Kanoute     |                    | svincolato    |
| D                | Ettore Mazzeo      |                    | svincolato    |
| D                | Francesco Barbara  |                    | svincolato    |
| D                | Girolamo Mazzara   |                    | svincolato    |
| C                | Salvatore Le Mura  | Akragas            | definitivo    |
| C                | Marco Pizzolato    |                    | svincolato    |
| C                | Raffaele Scuderi   |                    | svincolato    |

### Sessione invernale
| Acquisti         | Acquisti          | Acquisti      | Acquisti                  |
| R.               | Nome              | da            | Modalità                  |
| ---------------- | ----------------- | ------------- | ------------------------- |
| P                | Giulio Antonini   | Giugliano     | prestito                  |
| D                | Jacopo Gelli      | AlbinoLeffe   | definitivo                |
| D                | Linards Liepiņš   | Skanste       | definitivo                |
| C                | Francesco Bova    | Locri         | definitivo                |
| C                | Marco Palermo     | Lamezia Terme | svincolato                |
| C                | Nicolás Rizzo     | Lamezia Terme | svincolato                |
| A                | Roberto Convitto  | Vibonese      | definitivo (80 mila euro) |
| A                | Francisco Sartore | Renate        | svincolato                |
| A                | Mattia Montini    | Fermana       | svincolato                |
| Altre operazioni |                   |               |                           |
| R.               | Nome              | da            | Modalità                  |
| P                | Matteo Di Maggio  | Mazarese      | fine prestito             |

| Cessioni         | Cessioni           | Cessioni    | Cessioni                |
| R.               | Nome               | a           | Modalità                |
| ---------------- | ------------------ | ----------- | ----------------------- |
| P                | Clemente Tartaro   | Benevento   | fine prestito           |
| D                | Davide Redondi     | Romana      | definitivo              |
| C                | Claudio Calafiore  | Igea Virtus | definitivo              |
| C                | Alessandro Cangemi |             | rescissione consensuale |
| C                | Nicolás Rizzo      |             | rescissione consensuale |
| A                | Mattia Gagliardi   | Gelbison    | definitivo              |
| A                | Agostino Mascari   |             | rescissione consensuale |
| Altre operazioni |                    |             |                         |
| R.               | Nome               | a           | Modalità                |
| P                | Matteo Di Maggio   | Sciacca     | definitivo              |
| D                | Angelo Panarello   |             | rescissione consensuale |
| A                | Alberto Oddo       | Ragusa      | definitivo              |

## Risultati

### Poule Scudetto

#### Turno preliminare
| Arbitro: | Leorsini (Terni) |

|  |           |                                                  |
|  | Marcatori | 35’ (rig.) Kragl 47’ Palermo 86’ (rig.) Marigosu |

| Arbitro: | Terribile (Bassano del Grappa) |

|                       |           |                                   |
| Palermo 14’ Kragl 80’ | Marcatori | 34’ Tropea 46’ Di Piazza 52’ Urso |

#### Fase finale
| Arbitro: | Picardi (Viareggio) |

|  |           |            |
|  | Marcatori | 15’ Samake |

| Arbitro: | Vailati (Crema) |

|                                            |           |           |
| Balla 14’, 22’ Samake 65’ Kragl 76’ (rig.) | Marcatori | 34’ Fasan |

| Arbitro: | Tropiano (Bari) |

|                                           |           |                  |
| Romero 8’, 11’ Rasi 17’ Di Nardo 23’, 67’ | Marcatori | 31’ (rig.) Kragl |

### Coppa Italia Serie D

#### Turni eliminatori
| Arbitro: | Vazzano (Catania) |

|  |           |                                        |
|  | Marcatori | 23’ Sabatino 31’ Cangemi 88’ Gagliardi |

#### Fase finale
| Arbitro: | Pica (Roma 1) |

|                             |           |                |
| Gagliardi 11’ Sparandeo 61’ | Marcatori | 39’ G. Galfano |

| Arbitro: | Isoardi (Cuneo) |

|  |           |                              |
|  | Marcatori | 9’, 90+4’ Sbrissa 46’ Samake |

| Erice 29 novembre 2023, ore 14:30 CEST Ottavi di finale | Trapani | 3 – 0 (tav.) | Angri | Polisportivo Provinciale |

| Arbitro: | Saffioti (Como) |

|            |           |                       |
| Donida 17’ | Marcatori | 90+4’, 90+6’ Convitto |

| Arbitro: | Liotta (Castellammare di Stabia) |

|               |           |                         |
| Dall'Osso 74’ | Marcatori | 19’ Balla 90+6’ Bolcano |

| Arbitro: | Dini (Città di Castello) |

|                    |           |  |
| Bollino 83’ (rig.) | Marcatori |  |

| Arbitro: | Dorillo (Torino) |

|  |           |            |
|  | Marcatori | 47’ Regoli |

| Arbitro: | Pizzi (Bergamo) |

|  |           |                             |
|  | Marcatori | 41’ (rig.) Kragl 64’ Samake |

## Statistiche

### Statistiche di squadra
Aggiornate al 16 giugno 2024.
| Competizione         | Punti | In casa | In casa | In casa | In casa | In casa | In casa | In trasferta | In trasferta | In trasferta | In trasferta | In trasferta | In trasferta | Totale | Totale | Totale | Totale | Totale | Totale | DR  |
| Competizione         | Punti | G       | V       | N       | P       | Gf      | Gs      | G            | V            | N            | P            | Gf           | Gs           | G      | V      | N      | P      | Gf     | Gs     | DR  |
| -------------------- | ----- | ------- | ------- | ------- | ------- | ------- | ------- | ------------ | ------------ | ------------ | ------------ | ------------ | ------------ | ------ | ------ | ------ | ------ | ------ | ------ | --- |
| Serie D              | 94    | 17      | 16      | 1       | 0       | 56      | 9       | 17           | 14           | 3            | 0            | 39           | 6            | 34     | 30     | 4      | 0      | 95     | 15     | +80 |
| Poule Scudetto       | -     | 2       | 1       | 0       | 1       | 6       | 4       | 2            | 2            | 0            | 0            | 4            | 0            | 5      | 3      | 0      | 2      | 11     | 9      | +2  |
| Coppa Italia Serie D | -     | 4       | 3       | 0       | 1       | 6       | 2       | 5            | 5            | 0            | 0            | 12           | 2            | 9      | 8      | 0      | 1      | 18     | 4      | +14 |
| Totale               | -     | 23      | 20      | 1       | 2       | 68      | 15      | 24           | 21           | 3            | 0            | 55           | 8            | 48     | 41     | 4      | 3      | 124    | 28     | +96 |

### Andamento in campionato
| Giornata  | 1 | 2 | 3 | 4 | 5 | 6 | 7 | 8 | 9 | 10 | 11 | 12 | 13 | 14 | 15 | 16 | 17 | 18 | 19 | 20 | 21 | 22 | 23 | 24 | 25 | 26 | 27 | 28 | 29 | 30 | 31 | 32 | 33 | 34 | 35 | 36 | 37 | 38 |
| --------- | - | - | - | - | - | - | - | - | - | -- | -- | -- | -- | -- | -- | -- | -- | -- | -- | -- | -- | -- | -- | -- | -- | -- | -- | -- | -- | -- | -- | -- | -- | -- | -- | -- | -- | -- |
| Luogo     | C | - | T | C | T | C | T | C | T | C  | C  | T  | -  | C  | T  | C  | T  | C  | T  | T  | -  | C  | T  | C  | T  | C  | T  | C  | T  | C  | T  | -  | T  | C  | T  | C  | T  | C  |
| Risultato | V | R | V | V | V | V | V | V | V | V  | V  | N  | R  | V  | N  | V  | V  | V  | V  | V  | R  | V  | V  | V  | V  | V  | V  | V  | N  | V  | V  | R  | N  | V  | V  | V  | V  | V  |
| Posizione | 2 | 6 | 4 | 2 | 2 | 2 | 1 | 1 | 1 | 1  | 1  | 1  | 1  | 1  | 1  | 1  | 1  | 1  | 1  | 1  | 1  | 1  | 1  | 1  | 1  | 1  | 1  | 1  | 1  | 1  | 1  | 1  | 1  | 1  | 1  | 1  | 1  | 1  |

Fonte:  Classifica progressiva Serie D Girone I, su tuttocampo.it (archiviato dall'url originale il 1º giugno 2024).
Legenda:

Luogo: C = Casa; T = Trasferta. Risultato: V = Vittoria; N = Pareggio; P = Sconfitta.

### Statistiche dei giocatori
Sono in corsivo i calciatori che hanno lasciato la squadra a stagione in corso.
| Giocatore    | Serie D  | Serie D | Serie D     | Serie D    | Poule Scudetto | Poule Scudetto | Poule Scudetto | Poule Scudetto | Coppa Italia Serie D | Coppa Italia Serie D | Coppa Italia Serie D | Coppa Italia Serie D | Totale   | Totale | Totale      | Totale     |
| Giocatore    | Presenze | Reti    | Ammonizioni | Espulsioni | Presenze       | Reti           | Ammonizioni    | Espulsioni     | Presenze             | Reti                 | Ammonizioni          | Espulsioni           | Presenze | Reti   | Ammonizioni | Espulsioni |
| ------------ | -------- | ------- | ----------- | ---------- | -------------- | -------------- | -------------- | -------------- | -------------------- | -------------------- | -------------------- | -------------------- | -------- | ------ | ----------- | ---------- |
| A. Acquadro  | 29       | 3       | 4           | 0          | 3              | 0              | 0              | 0              | 5                    | 0                    | 3                    | 0                    | 37       | 3      | 7           | 0          |
| A. Aluisi    | 1        | 0       | 0           | 0          | 0              | 0              | 0              | 0              | 2                    | 0                    | 0                    | 0                    | 3        | 0      | 0           | 0          |
| G. Antonini  | 2        | -1      | 0           | 0          | 1              | -3             | 0              | 0              | 3                    | -2                   | 0                    | 0                    | 6        | -6     | 0           | 0          |
| R. Ba        | 20       | 2       | 5           | 0          | 4              | 0              | 1              | 0              | 3                    | 0                    | 0                    | 0                    | 27       | 2      | 6           | 0          |
| B. Balla     | 26       | 9       | 6           | 0          | 5              | 2              | 2              | 0              | 5                    | 1                    | 1                    | 0                    | 36       | 12     | 9           | 0          |
| D. Bolcano   | 14       | 1       | 2           | 0          | 5              | 0              | 0              | 0              | 5                    | 1                    | 1                    | 0                    | 24       | 2      | 3           | 0          |
| M. Bollino   | 25       | 5       | 5           | 0          | 4              | 0              | 1              | 0              | 6                    | 1                    | 1                    | 0                    | 35       | 6      | 7           | 0          |
| F. Bova      | 5        | 1       | 1           | 0          | 1              | 0              | 0              | 0              | 2                    | 0                    | 1                    | 0                    | 8        | 1      | 2           | 0          |
| C. Calafiore | 3        | 0       | 1           | 0          | 0              | 0              | 0              | 0              | 3                    | 0                    | 0                    | 0                    | 6        | 0      | 1           | 0          |
| A. Cangemi   | 7        | 2       | 1           | 0          | 0              | 0              | 0              | 0              | 3                    | 1                    | 0                    | 0                    | 10       | 3      | 1           | 0          |
| A. Cocco     | 25       | 16      | 5           | 0          | 2              | 0              | 0              | 0              | 2                    | 0                    | 1                    | 0                    | 29       | 16     | 6           | 0          |
| R. Convitto  | 16       | 6       | 2           | 0          | 4              | 0              | 0              | 0              | 4                    | 2                    | 0                    | 0                    | 24       | 8      | 2           | 0          |
| M. Crimi     | 19       | 2       | 4           | 0          | 2              | 0              | 1              | 1              | 6                    | 0                    | 2                    | 0                    | 27       | 2      | 7           | 1          |
| A. Cristini  | 19       | 0       | 2           | 0          | 0              | 0              | 0              | 0              | 3                    | 0                    | 0                    | 0                    | 22       | 0      | 2           | 0          |
| M. De Santis | 1        | 0       | 0           | 0          | 0              | 0              | 0              | 0              | 0                    | 0                    | 0                    | 0                    | 1        | 0      | 0           | 0          |
| M. Gagliardi | 13       | 2       | 0           | 0          | 0              | 0              | 0              | 0              | 3                    | 2                    | 0                    | 0                    | 16       | 4      | 0           | 0          |
| J. Gelli     | 3        | 0       | 0           | 0          | 3              | 0              | 0              | 0              | 4                    | 0                    | 1                    | 0                    | 10       | 0      | 1           | 0          |
| M. Guerriero | 20       | 0       | 3           | 0          | 5              | 0              | 2              | 0              | 5                    | 0                    | 0                    | 0                    | 30       | 0      | 5           | 0          |
| O. Kragl     | 28       | 13      | 5           | 0          | 5              | 4              | 2              | 0              | 6                    | 1                    | 1                    | 0                    | 39       | 18     | 8           | 0          |
| L. Liepiņš   | 2        | 0       | 0           | 0          | 0              | 0              | 0              | 0              | 0                    | 0                    | 0                    | 0                    | 2        | 0      | 0           | 0          |
| F. Marigosu  | 20       | 6       | 3           | 0          | 5              | 1              | 1              | 0              | 4                    | 0                    | 0                    | 0                    | 29       | 7      | 4           | 0          |
| A. Mascari   | 11       | 3       | 0           | 0          | 0              | 0              | 0              | 0              | 2                    | 0                    | 0                    | 0                    | 13       | 3      | 0           | 0          |
| M. Montini   | 6        | 2       | 0           | 0          | 0              | 0              | 0              | 0              | 2                    | 0                    | 0                    | 0                    | 8        | 2      | 0           | 0          |
| U. Morleo    | 23       | 0       | 1           | 0          | 0              | 0              | 0              | 0              | 5                    | 0                    | 0                    | 0                    | 28       | 0      | 1           | 0          |
| M. Palermo   | 16       | 3       | 1           | 0          | 3              | 2              | 0              | 0              | 4                    | 0                    | 0                    | 0                    | 23       | 5      | 1           | 0          |
| E. Pino      | 33       | 0       | 1           | 0          | 4              | 0              | 0              | 0              | 5                    | 0                    | 1                    | 0                    | 42       | 0      | 2           | 0          |
| G. Pipitone  | 12       | 0       | 1           | 0          | 3              | 0              | 0              | 0              | 5                    | 0                    | 0                    | 0                    | 20       | 0      | 1           | 0          |
| D. Redondi   | 4        | 0       | 1           | 0          | 0              | 0              | 0              | 0              | 2                    | 0                    | 0                    | 0                    | 6        | 0      | 1           | 0          |
| S. Sabatino  | 32       | 1       | 3           | 0          | 4              | 0              | 0              | 0              | 4                    | 1                    | 2                    | 0                    | 40       | 2      | 5           | 0          |
| B. Samake    | 25       | 10      | 2           | 0          | 4              | 2              | 0              | 0              | 7                    | 2                    | 2                    | 0                    | 36       | 14     | 4           | 0          |
| F. Sartore   | 12       | 1       | 0           | 0          | 4              | 0              | 0              | 0              | 4                    | 0                    | 0                    | 0                    | 20       | 1      | 0           | 0          |
| G. Sbrissa   | 19       | 4       | 4           | 0          | 3              | 0              | 0              | 0              | 3                    | 2                    | 1                    | 0                    | 25       | 6      | 5           | 0          |
| L. Sparandeo | 7        | 1       | 0           | 0          | 1              | 0              | 0              | 0              | 3                    | 1                    | 0                    | 0                    | 11       | 2      | 0           | 0          |
| C. Tartaro   | 0        | -0      | 0           | 0          | 0              | -0             | 0              | 0              | 2                    | -1                   | 0                    | 0                    | 2        | -1     | 0           | 0          |
| E. Ujkaj     | 32       | -14     | 1           | 0          | 4              | -6             | 0              | 0              | 3                    | -1                   | 1                    | 0                    | 39       | -21    | 2           | 0          |